# Genetta bourloni
Genetta bourloni (генета Боурлона) — вид хижих ссавців з родини Віверові (Viverridae). Присутній тільки у верхніх гвінейських вологих лісах, в Сьєрра-Леоне, Ліберії, Гвінеї і Кот-д'Івуарі.

## Етимологія
Вид названий на честь Філіпа Боурлона (фр. Phillipe Bourlon, 1978—2001) — доглядача тварин у Вінсенському зоопарку в Парижі. 24 вересня 2001 сталася аварія з опускними дверима у корпусі лева, коли він годував левів. Він зазнав нападу лева і помер від отриманих поранень у лікарні.

## Загрози та охорона
Втрата місць проживання, ймовірно, є серйозною загрозою, особливо якщо цей вид обмежений тропічними лісами, хоча Ліберія, як і раніше, зберігає значну частину лісових масивів: втрата лісів у Ліберії за період 1984—2000 за оцінками лише 0,2% річних, але цілих 20% протягом цього 14-річного періоду в сусідньому Кот-д'Івуарі. Полювання також є ймовірною загрозою, так як шкури були помічені на ринку м'яса диких тварин в Кот-д'Івуарі. Вид відомий з 29 музейних зразків; присутність на охоронних територіях не відома .